# Comuna Gaszowice
Gaszowice este o gmină (district administrativ) rurală în powiatul Rybnik, voievodatul Silezia, în sudul Poloniei. Localitatea de reședință este satul Gaszowice, care se află la aproximativ 9 kilometri vest de Rybnik și la 44 kilometri vest de capitala regională Katowice.
Gmina acoperă o suprafață de 19,54 kilometri pătrați și avea în 2006 o populație totală de 8.739 locuitori.
Gmina conține o parte din zona protejată numită Parcul Rudy.

## Sate
Gmina Gaszowice conține localitățile Czernica, Gaszowice, Łuków, Piece și Szczerbice.

## Gmine învecinate
Gmina Gaszowice se învecinează cu orașele Pszów și Rydułtowy și cu gminele Jejkowice și Lyski.

## Localități înfrățite
- Bruntál, Republica Cehă